# Lennart Engstrand
Uno Erik Lennart Engstrand, född den 25 december 1942, är en svensk botaniker. Han var föreståndare för Botaniska trädgården i Lund från 1972 till 2007. Han avlade en doktorsexamen 1977 med en avhandling om släktet Geocaryum : Biosystematics and Taxonomy in Geocaryum Cosson (Umbelliferae).
Auktorsnamnet Engstrand kan användas för Lennart Engstrand i samband med ett vetenskapligt namn inom botaniken; se Wikipediaartiklar som länkar till auktorsnamnet.
Lennart Engstrand har i många år suttit i radioprogrammet Naturmorgons expertpanel och är författare till ett flertal böcker, företrädesvis om nyttoväxter. Han valdes in i Kungliga Fysiografiska Sällskapet i Lund den 5 april 2006.